# Isaac Albalag
Isaac Albalag est un érudit et un philosophe juif espagnol de la seconde moitié du XIIIe siècle.

## Philosophie

### La critique d'Al-Ghazâlî
Philosophe, rationaliste et averroïste, Albalag franchit la limite qu'avait tracé Moïse Maïmonide : son interprétation du récit de la création suit de près la thèse d'Aristote sur l'éternité du monde et il est traité d'hérétique pour cela.
Son œuvre la plus connue est la traduction qu'il fit du Mahahid al-Falasifa (les tendances des philosophes) d'Al-Ghazâlî. Il n'en a traduit en réalité que les chapitres concernant la logique et la métaphysique. Cependant, il fit également œuvre de commentateur, corrigeant les vues des philosophes comme l'avait fait Al-Ghazâlî dans son Tahafut al-Falasifa (L'Incohérence des Philosophes).
Albalag remarque qu'Al-Ghazâlî ne réfute pas les philosophes mais ses propres erreurs, qu'il avait commises en se fondant non sur les textes originaux d'Aristote, mais sur ces commentateurs, comme Avicenne. Albalag adresse d'ailleurs ce même reproche à Maïmonide, lorsque celui-ci ne suit pas Aristote, notamment sur l'éternité du monde.

### Philosophie et religion
En composant son travail, Albalag travaille à un but principal : démonter l'idée que la philosophie tend à saper les bases de la religion. Au contraire, elles s'accorderaient (selon lui) dans les principes fondamentaux de toute religion positive, à savoir :
- la croyance en la rétribution, récompense ou châtiment
- la croyance en l'immortalité de Dieu
- la croyance en un Dieu juste
- la croyance en un Dieu Providentiel.

Par ailleurs, elles partagent le même but : le bonheur de l'humanité. La philosophie s'adresserait à l'individu, alors que la religion s'adresserait aux masses, ce qui explique leurs différences dans l'établissement des vérités : la philosophie démontre, alors que la religion enseigne.
Cependant, Albalag, inspiré par Averroès, ne prétend pas que les doctrines philosophiques doivent entièrement coïncider avec les doctrines religieuses : la vérité philosophique nue est délétère pour les masses, obligeant les Écritures Saintes à adapter leur langage :
« C'est pourquoi il est doublement dans l'erreur, celui qui rejette une vérité philosophique parce qu'elle semble entrer en contradiction avec l'Écriture : premièrement, parce qu'il n'a pas compris le sens véritable de l'Écriture; deuxièmement, parce qu'il en tire que les arguments véritables de la philosophie ne peuvent être concluants. »

### La double vérité
Dans les cas où l'adéquation entre raison et révélation semble vraiment impossible, Albalag, allant plus loin que l'ébauche d'Averroès, en arrive à formuler la thèse de la double vérité, émise à la même époque au-delà des Pyrénées par les averroïstes latins, et qui enseigne que vérité philosophique et vérité prophétique sont deux vérités qui peuvent se contredire, bien que non mutuellement exclusives[réf. nécessaire]. C'est ainsi qu'Albalag n'hésite pas à soutenir dans son texte Redressement des doctrines que deux positions contradictoires, l'une relevant de la foi et l'autre d'un effort rationnel, peuvent se côtoyer sans problème dans l'esprit du philosophe : « Sur beaucoup de points, tu trouveras mon opinion rationnelle contraire à ma foi, car je sais par la démonstration que telle chose est vraie par voie de nature et je sais en même temps, par les paroles des prophètes, que le contraire est vrai par voie de miracle ».
Il semble toutefois qu'il y soit parvenu à la suite de ses propres spéculations, en combinant les théories inconciliables d'Averroès et d'Al-Ghazâlî : l'enseignement philosophique est vrai d'un point de vue spéculatif et l'enseignement révélé est vrai à un niveau supérieur, celui de la prophétie, ces deux points n'étant pas les mêmes. Le prophète ne peut être compris que par le prophète, et le philosophe que par le philosophe, ainsi que le professe Al-Ghazâlî dans un travail ultérieur, le Munkid.

## Source
- Article de la Jewish Encyclopedia sur Isaac Albalag

- VIAF
- ISNI
- BnF (données)
- LCCN
- GND
- Pays-Bas
- Israël
- Catalogne
- Tchéquie
- WorldCat